# Guter Mond, du gehst so stille

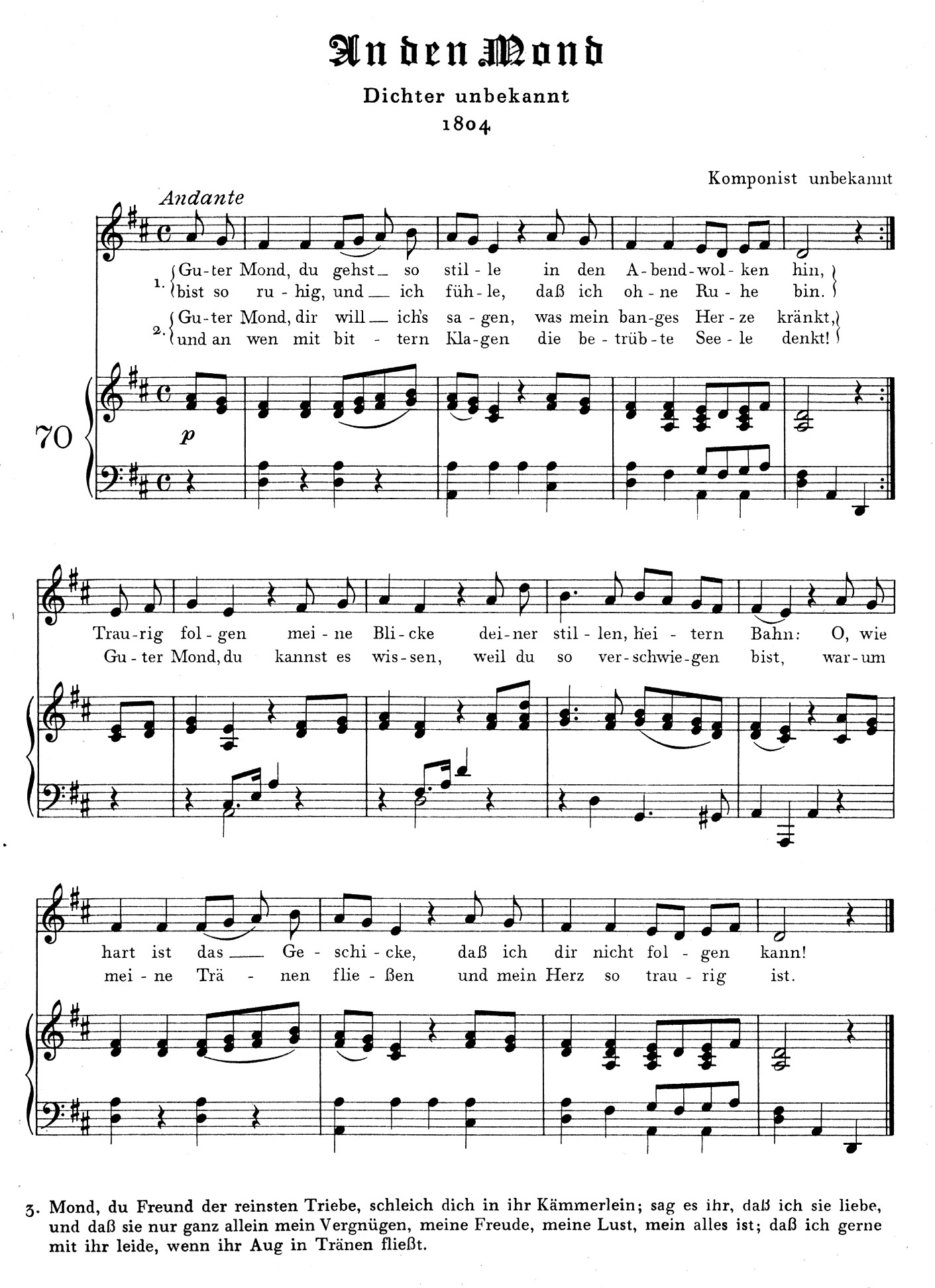
Guter Mond, du gehst so stille bei Max Friedlaender: Deutscher Liederschatz. Die schönsten Weisen der alten Sammlung Ludwig Erks. Leipzig um 1920
rahmenlos

Guter Mond, du gehst so stille ist der Titel eines deutschsprachigen Volksliedes, das in verschiedenen Fassungen und nahezu unzählbaren Adaptionen verbreitet ist.

## Zur Geschichte
In der Urfassung war das Stück ein anonymes, volkstümliches Liebeslied mit sieben Strophen, das ab etwa 1800 in mehreren Liedflugschriften überliefert ist. Die Entstehungszeit wird gegen Ende des 18. Jahrhunderts vermutet. Der Sänger verzehrt sich nach einer verklärten Geliebten, die er nicht aufsuchen könne, da er schon „gebunden“, also verlobt oder verheiratet sei. Schon diese Textfassung wurde oft variiert.
Der Schulmeister und Dichter Karl Enslin schuf 1851 eine dreistrophige Fassung mit christlich-erbaulicher Tendenz, die den Liebeskonflikt ausspart. Diese Fassung herrschte in der Wirkungsgeschichte des Liedes lange Zeit vor. Beispielsweise vertonte Engelbert Humperdinck 1909 in einer Bearbeitung für Singstimme und Klavier Enslins Text. Auch heutzutage noch wird Enslins Text vorzugsweise in Kinderliederbüchern abgedruckt. Karl Hermann Prahl spricht in der 4. Auflage von Hoffmann von Fallerslebens Nachschlagewerk Unsere volkstümlichen Lieder Enslin die Autorschaft für den Liedtext ab. Er übersah dabei aber, dass Enslin nicht der Autor der Originalfassung ist, sondern des dreistrophigen Andachtslieds.
Die Melodie wird auf die Zeit um 1800 datiert. Erstmals gedruckt erscheint sie bei Ludwig Erk 1838 mit dem Vermerk „in ganz Deutschland bekannt“. Gelegentlich wird die Melodie Anton Neyer (einem ansonsten offenbar völlig unbekannten Komponisten) zugeschrieben. Die Melodie greift möglicherweise ältere Vorbilder wie Arm und klein ist meine Hütte von Ernst Wilhelm Wolf und das Abschiedslied Dein gedenk ich von J. A. Wenk auf. Davon abgesehen blieb die Melodie ein bis heute beliebtes Leierkastenstück. Für den Liedforscher Max Friedlaender gilt die Melodie „mit Recht als ein Typus sentimentaler Biedermaier-Weisen“.
Ausführlicheres zur Geschichte findet sich im Liederlexikon.

## Melodie
Melodiefassung des Kunstliedes von Engelbert Humperdinck mit dem Liebesliedtext:

## Bekannte Interpreten
Nach dem Vortrag durch berühmte Chöre wie die Wiener Sängerknaben dürfte vor allem die Version von Heintje aus dem Jahr 1967 in zahlreichen Ohren sein. Sie ist sozusagen noch kürzer, legierter, unverfänglicher als die berühmte Version der Comedian Harmonists, die ebenfalls mit einer Mischung aus dem ursprünglichen Lied von der verbotenen Liebe und der erbaulichen Fassung Karl Enslins aufwartet. Die Stars der späten 1920er Jahre belassen es zwar bei drei Strophen (wie Enslin), verquicken das Tröstliche jedoch mit Weltschmerz. Ähnlich bei Nana Mouskouri: Das zur Schlafenszeit belehrte Kind darf immerhin traurig sein, wenn auch offenbleibt, aus welchem Grund es trauert. Der belgische Sänger Louis Neefs sang 1972 Margrietje auf die Melodie von Guter Mond, du gehst so stille.

## Text
Liedflugschrift (1808)

Guter Mond, du gehst so stille

In den Abendwolken hin,

Bist so ruhig, und ich fühle,

Daß ich ohne Ruhe bin!

Traurig folgen meine Blicke

Deiner milden, heitern Bahn;

O wie hart ist das Geschicke,

Daß ich dir nicht folgen kann!

  Guter Mond, dir will ich’s klagen,

Was mein banges Herze kränkt,

Und bei allen meinen Plagen

Die betrübte Seele denkt.

Guter Mond, du sollst es wissen,

Weil du so verschwiegen bist,

Warum meine Thränen fließen,

Und mein Herz so traurig ist.

  Dort in jenem kleinen Thale,

Wo viel junge Bäumchen stehn,

Und nicht weit vom Wasserfalle

Wirst du eine Hütte sehn.

Geh’ durch Thäler, Feld und Wiesen,

Blicke sanft durch’s Fenster hin;

So erblickest du Elisen,

Aller Mädchen Königinn. | [fol 1v]

  Nicht in Gold, und nicht in Seide

Wirst du dieses Mädchen sehn,

Nur in einem weißen Kleide

Pflegt sie stets einher zu gehn.

Nicht von Adel, nicht vom Stande,

Was man sonst so hoch verehrt;

Nicht in einem Ordensbande

Hat dies Mädchen ihren Werth.

 Nur ihr Reiz, ihr gutes Herze

Macht sie liebenswerth bei mir,

Sanft im Ernst, und froh im Scherze,

Jeder Zug ist gut an ihr;

Ausdrucksvoll sind die Geberden

Schön und heiter ist ihr Blick.

Kurz, von ihr geliebt zu werden,

Ist für mich das größte Glück.

  Mond, du Freund der keuschen Triebe,

Schleiche in ihr Hüttchen ein,

Sage ihr: daß ich sie liebe

Und sie mein ist ganz allein,

Mein Vergnügen, meine Freude,

Meine Lust, mein Alles ist;

Daß ich gerne um sie leide,

Wenn sie mich zuweilen küßt.

  Daß ich aber schon gebunden,

Und auch leider! zu geschwind

Meine süßen Freiheitsstunden

Von mir weggeschwunden sind;

Daß ich aber ohne Sünde

Leben könne in der Welt: –

Geh’ und sag’ dem schönen Kind,

Ob ihr diese Lieb’ gefällt?
Karl Enslin (1851)

Guter Mond, du gehst so stille

Durch die Abendwolken hin;

Deines Schöpfers weiser Wille

Hieß auf jener Bahn dich ziehn.

Leuchte freundlich jedem Müden

In das stille Kämmerlein!

Und dein Schimmer gieße Frieden

In’s bedrängte Herz hinein!

Guter Mond, du wandelst leise

An dem blauen Himmelszelt,

Wo dich Gott zu seinem Preise

Hat als Leuchte hingestellt.

Blicke traulich zu uns nieder

Durch die Nacht auf’s Erdenrund!

Als ein treuer Menschenhüter

Thust du Gottes Liebe kund!

Guter Mond, so sanft und milde

Glänzest du im Sternenmeer,

Wallest in dem Lichtgefilde

Hehr und feierlich einher.

Menschentröster, Gottesbote,

Der auf Friedenswolken thront:

Zu dem schönsten Morgenrothe

Führst du uns, o guter Mond!

## Rezeption
Der Volksliedforscher Franz Magnus Böhme ließ 1895 kein gutes Haar an dem Lied:

„Dieses Lied mit seinem überaus langweiligen Liebesjammer wurde bis um 1850 gesungen, gewöhnlich aber blos die erste Strophe und zuletzt blos zum Jux. Vollständig findet es sich bis heute in allen Taschenliederbüchern. Wenn es auch hier steht, so verzeihe der Leser (singen wird’s wohl niemand wieder!): es sollte nur als Beleg dafür dienen, mit welcher unpoetischen Kost der Deutsche sonst sich zufrieden stellte.“

Diesem vernichtenden Urteil zum Trotz finden sich im Deutschen Volksliedarchiv viele Belege für das Lied vom Beginn des 20. Jahrhunderts sowie Drucke in Liederbüchern der Jugendbewegung.

## Parodien
Das romantische Lied wurde oft parodiert. So nahm der Berliner Humorist Adolf Glaßbrenner Guter Mond, du gehst so stille 1845 von einer vormärzlichen Warte aus auf die Schippe; ähnlich 1920 (während die deutsche Revolution erneut auf sich warten ließ) Kurt Tucholsky unter dem Titel An den deutschen Mond. Tucholskys Attacke wurde unter anderem von Hanns Eisler vertont, der sich dabei stark an die volkstümliche Liedweise anlehnte.
Die "Bläck Fööss" singen eine Parodie namens "Guter Mann", die aus der Perspektive des Mondes unschuldig und geradezu kindlich-naiv die nächtliche Kneipentour eines Mannes beschreibt. 

## Trivia
- Ein Krimi von Kay Borowsky aus dem Jahr 1984 spielt im Titel auf den Ohrwurm an: Guter Mond, du gehst so stille.
- Bei der Eröffnung des Nord-Ostsee-Kanals im Jahr 1895 spielte eine Marine-Empfangskapelle die Hymnen der Nationen der durchfahrenden Schiffe. Bei einem türkischen Schiff fehlten die Noten, daher spielte die Kapelle in Anspielung auf die Halbmondflagge das Volkslied.[20][21]